# Funeral (banda de Paraguay)
Funeral es una banda de Brutal Death Metal proveniente de Asunción (Paraguay). Se formó en octubre de 1993. Funeral fue una de las primeras bandas de Brutal Death Metal del Paraguay.

## Historia
Tras un período de varios de meses encerrados en sala ensayos surgirían las primeras composiciones de la banda que muy pronto formarían parte del primer demo titulado “Suffer the People” que vería a luz en 1995, del cual podemos destacar Absurde Society, Suffer the People y una versión de “Countness Bathory” de Venom. La música de Funeral se caracteriza por una combinación de agresividad y técnica sin perder las raíces del Death metal, todas ellas centradas en temática más bien de carácter social como pobreza, corrupción, manipulación, etc.  
Funeral ha sido nombrada mejor banda de Rock Nacional de 1995 por el programa Relámpago de Media Noche (Radio 1º de Marzo), que en aquel entonces, contaba con la conducción de Soledad Penayo.

## Miembros
Presente
- Leonardo Barreto - Bajo (1993 - presente)
- Carlos Vargas - Guitarra (1993 - presente)
- Alfredo Galeano - Batería (2015 - presente).

## Discografía
- Marching to Fire (2006)

## Demos
- Suffer the People (1995)

- Datos: Q5871702